# Rivière des Sept Îles
Pour les articles homonymes, voir Sept-Îles.
La rivière des Sept Îles est un affluent de la rivière Portneuf, coulant dans les municipalités de Saint-Raymond et de Saint-Basile (Québec), dans la municipalité régionale de comté (MRC) de Portneuf, dans la région administrative de la Capitale-Nationale, dans la province de Québec, au Canada.
Hormis le passage de la rivière près hameau et près du village de Saint-Basile, la rivière des Sept Îles coule surtout en milieu agricole et forestier, soit les principales activités économiques de cette petite vallée.
La partie inférieure de cette vallée est desservie par le boulevard du Centenaire, la rue Sainte-Angélique qui devient vers le nord le chemin du rang Sainte-Angélique. La partie supérieure est desservie par le chemin du Grand Rang, le chemin du Rang de la Montagne et le chemin de Bourg-Louis.
La surface de la rivière des Sept Îles (sauf les zones de rapides) est généralement gelée de début décembre à fin mars ; toutefois, la circulation sécuritaire sur la glace se fait généralement de fin décembre à début mars.  Le niveau de l'eau de la rivière varie selon les saisons et les précipitations ; la crue printanière survient en mars ou avril.

## Géographie
La rivière des Sept Îles coule sur environ 26 km vers le sud sur la rive-nord de l'estuaire du Saint-Laurent.
Elle prend ses sources d'un ruisseau drainant le sud du village de Saint-Raymond et une autre branche de tête drainant une zone marécageuse à l'est de ce même village. Cette zone est au sud du mont Laura-Plamondon (sommet à 251 m), au nord d'une autre montagne (altitude de 253 m) et à l'ouest du terrain d'aviation Paquet. Le centre de cette zone humide est située à 4,6 km au sud-ouest de l'embouchure du lac Sept Îles, à 2,2 km à l'ouest de la rivière Portneuf et à 1,4 km à l'est de la rivière Sainte-Anne.
Parcours de la rivière des Sept Îles
À partir de la zone marécageuse au village de Saint-Raymond, les eaux de la rivière des Sept Îles coulent sur :
- 3,8 km vers le sud en passant près de l'ancien dépotoir municipal, à l'ouest de cette seconde montagne, en traversant le lac Marcel (altitude : 145 m) et le lac des Bouleaux (altitude : 144 m), où est situé le Domaine-des-Bouleaux ;
- 1,7 km vers le sud-ouest pour aller traverser le "lac du Val des Pins" (altitude : 141 m ; longueur de 440 m), entouré par un petit hameau, près de la rue des Loisirs ;
- 2,7 km, en faisant une grande boucle orientée vers l'est, en passant près du côté ouest du Bourg-Louis (hameau), jusqu'au chemin du Grand-Rang où il y a un petit hameau ;
- 2,9 km, vers le sud, en coupant la route du rang de la Montagne, jusqu'à un petit ruisseau ;
- 1,6 km, vers le sud-est, jusqu'à la limite de la paroisse de Saint-Basile-Sud ;
- 3,7 km, vers le sud-est, jusqu'à un petit ruisseau ;
- 2,7 km, en faisant plusieurs petits serpentins, jusqu'au chemin Sainte-Angélique ;
- 4,9 km, en faisant plusieurs petits serpentins, dans le rang Sainte-Angélique en passant près de la limite de Pont-Rouge, jusqu'à la limite de Saint-Basile-Sud ;
- 240 m jusqu'à l'embouchure de la rivière d'Aulnage ;
- 2,3 km, jusqu'à son embouchure (altitude : 57 m) qui se déverse dans la rivière Portneuf, au sud-est du village de Saint-Basile-Sud[3].

La rivière des Sept Îles se déverse sur la rive nord de la rivière Portneuf. À partir de l'embouchure de la rivière des Sept Îles, le courant descend sur 13,9 km la rivière Portneuf en serpentant vers le sud-ouest dans la plaine du Saint-Laurent, jusqu'à la rive nord du fleuve Saint-Laurent.

## Toponymie
Le toponyme Rivière des Sept Îles a été officialisé le 5 décembre 1968 à la Banque des noms de lieux de la Commission de toponymie du Québec.